# رودولف برگر
رودولف برگر (انگلیسی: Rudolf Bürger؛ ۳۱ اکتبر ۱۹۰۸ – ۲۰ ژانویهٔ ۱۹۸۰) یک بازیکن فوتبال اهل رومانی بود.
وی همچنین در تیم ملی فوتبال رومانی بازی کرده‌است.